# Diego Dávila Mesía y Guzmán
Diego Dávila Mesía y Guzmán (1648 circa – 1711) è stato un generale e politico spagnolo, III marchese di Leganés.

## Biografia
Diego era figlio di Gaspar Dávila Mesía y Felípez de Guzmán, II marchese di Leganés, e di sua moglie, Francisca de Córdoba, figlia del marchese di Poza.
Nel 1691 venne nominato Governatore del Ducato di Milano, carica che mantenne sino al 1698 distinguendosi per essere stato l'ultimo governatore del dominio milanese di origini spagnole. Dopo le sue dimissioni, infatti, il ducato sarà retto per breve tempo dal duca Carlo Enrico di Lorena, sempre per conto del re di Spagna.
Sposò Jerónima de Benavides, figlia del viceré del Perù, Diego de Benavides y de la Cueva, dalla quale però non ebbe figli.
Morì nel 1711 e dopo il suo decesso, non avendo avuto eredi, il suo titolo nobiliare passò a Antonio Gaspar de Moscoso Osorio y Aragón.